# 디디에 데파고
디디에 데파고(프랑스어: Didier Défago, 1977년 10월 2일 ~ )는 스위스의 은퇴한 알파인 스키 선수이다.
알파인 스키 월드컵 대회에서 몇 차례 우승한 경력이 있으나, 큰 주목을 받지는 못했다. 세 번째로 참가한 동계 올림픽 대회인 2010년 대회에서 그는 그동안 큰 성적을 올리지도 못했고, 나이도 32세로 많은 편이어서 메달 유력 후보로 거론되지 못했으나, 활강 부문에서 금메달을 획득했다. 스위스 선수가 동계 올림픽 알파인 스키 활강 종목에서 우승한 것은 1988년 캘거리 대회의 피르민 추어브리겐 이후 22년만의 일이었다. 또한 만 32세 4개월의 나이로 동계 올림픽 알파인 스키 활강 부문의 최고령 금메달리스트가 되었다.